# Nærbø Idrettslag
Nærbø Idrettslag är en  norsk idrottsförening  från Nærbø i Rogaland, som utövar curling, fotboll, handboll, ishockey och konståkning. 